# Bakhtiyar Haddad
Bakhtiyar Haddad est un journaliste et fixeur kurde irakien né le 6 janvier 1976 à Erbil et mort le 19 juin 2017 lors de la bataille de Mossoul.

## Biographie
Fils d'un professeur de littérature, il passe une partie de sa jeunesse en France avant de retourner en Irak dans les années 1990. 
Il devient journaliste lors de l'invasion de l'Irak par les États-Unis en 2003, et se fait arrêter par eux en 2004 à Falloujah. Il est alors fixeur pour un journaliste français et reste emprisonné un mois dans une prison américaine. 
En 2008, il travaille pour le consulat de France à Erbil où il continue ses activités de fixeur et interprète pour les diplomates en poste. À partir de 2014 et de la guerre contre l'État islamique, il devient un des fixeurs de référence pour les journalistes francophones. Grâce ses services ils peuvent passer les barrages militaires et suivre l'armée irakienne durant ses assauts. Il est blessé en juin 2016 à Falloujah par un sniper, mais continue son travail. 
Il meurt le 19 juin 2017, touché par l'explosion d'une mine artisanale, à Mossoul, alors qu'il accompagne Samuel Forey, Stéphan Villeneuve et Véronique Robert au plus près des combats pour la libération de la ville. Stéphan Villeneuve et Véronique Robert sont également tué par la mine.
Sa mémoire est saluée par de très nombreux journalistes français qui avaient fait appel à ses services dans les années précédentes pour couvrir les conflits en Irak.